# جک بل (بازیکن فوتبال، زاده ۱۹۰۴)
جک بل (انگلیسی: Jack Bell; ۱۳ ژانویهٔ ۱۹۰۴ – ۱۹۵۰ (۴۵−۴۶ سال)) بازیکن فوتبال اهل بریتانیا بود.
از باشگاه‌هایی که در آن بازی کرده‌است می‌توان به باشگاه فوتبال والسال اشاره کرد.